# Липском (Тексас)
Липском (енгл. Lipscomb) насељено је место без административног статуса у америчкој савезној држави Тексас.

## Демографија
По попису из 2010. године број становника је 37, што је 7 (-15,9%) становника мање него 2000. године.
| Група             | 2000.      | 2010.      |
| Белци             | 40 (90,9%) | 35 (94,6%) |
| Афроамериканци    | 0 (0,0%)   | 0 (0,0%)   |
| Азијати           | 0 (0,0%)   | 0 (0,0%)   |
| Хиспаноамериканци | 0 (0,0%)   | 1 (2,7%)   |
| Укупно            | 44         | 37         |